# Alphonse de Rayneval
Alphonse Gérard, comte de Rayneval, né le 1er août 1813 à Paris et mort le 10 février 1858 à Paris, diplomate et homme politique français.

## Biographie
Fils du comte Maximilien Gérard de Rayneval (1778-1836), sous-secrétaire d'État aux Affaires étrangères sous la Restauration, il choisit la carrière diplomatique.
Il intervient des plus efficacement en 1840 dans l'affaire Montel, en permettant la restitution dans les États pontificaux d'une nouvelle-née, soustraite à sa famille française de confession juive, pour être élevée dans la religion catholique,.
Chargé d'affaires à Saint-Pétersbourg de 1844 à 1848  puis ministre plénipotentiaire à Naples  de fin 1848 à 1849, il est ministre des Affaires étrangères du 31 octobre au 17 novembre 1849 dans le gouvernement Hautpoul.
Il est ambassadeur au Saint-Siège de 1850 à 1857, puis à Saint-Pétersbourg en 1857. Il meurt le 10 février 1858 avant d'avoir pu prendre son poste. Il est enterré au cimetière du Père-Lachaise (52e division).
Gendre du général Auguste Bertin de Vaux, il est le beau-père de Henry Le Gouz de Saint-Seine.

## Pour approfondir
- « Rayneval (Alphonse Gérard, comte de) », dans Louis-Gabriel Michaud, Biographie universelle ancienne et moderne : histoire par ordre alphabétique de la vie publique et privée de tous les hommes avec la collaboration de plus de 300 savants et littérateurs français ou étrangers, 2e édition, 1843-1865 [détail de l’édition] (lire en ligne) ;